# Levada do Norte
La Levada do Norte est une levada, du versant sud de l'île de Madère. Elle traverse et irrigue les freguesias de Serra de Água, Ribeira Brava, Campanário, Quinta Grande et Estreito de Câmara de Lobos.

## Situation
Cette levada, longue de 65 km est située à une altitude de 550 m. Elle longe le versant sud de la vallée de la Ribeira de Serra Agua, qu'elle domine d'un à-pic de plus de 550 m. Sur son parcours nord elle traverse trois tunnels de presque 1 km de long.

## Histoire
La levada do Norte a été inaugurée en 1952.

## Accès
Cette lévada est accessible depuis les hameaux de Boã Morte ou Eira do Mourão, situés vers le milieu de son parcours ou à partir de Quinta Grande vers sa fin, où elle longe la route ER229.

## Galerie

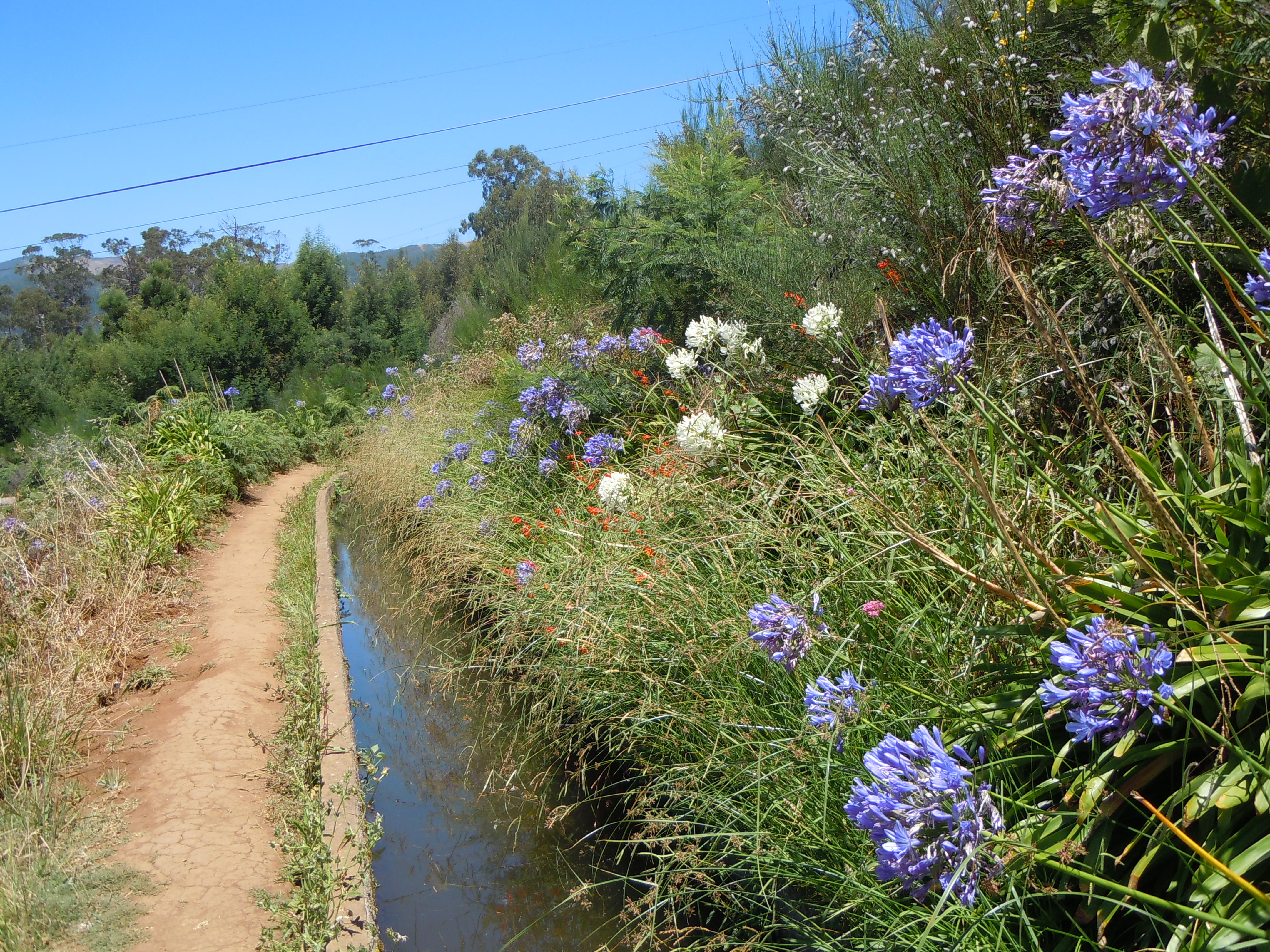
Agapanthus praecox envahissant le talus de la levada vers Boã Morte.
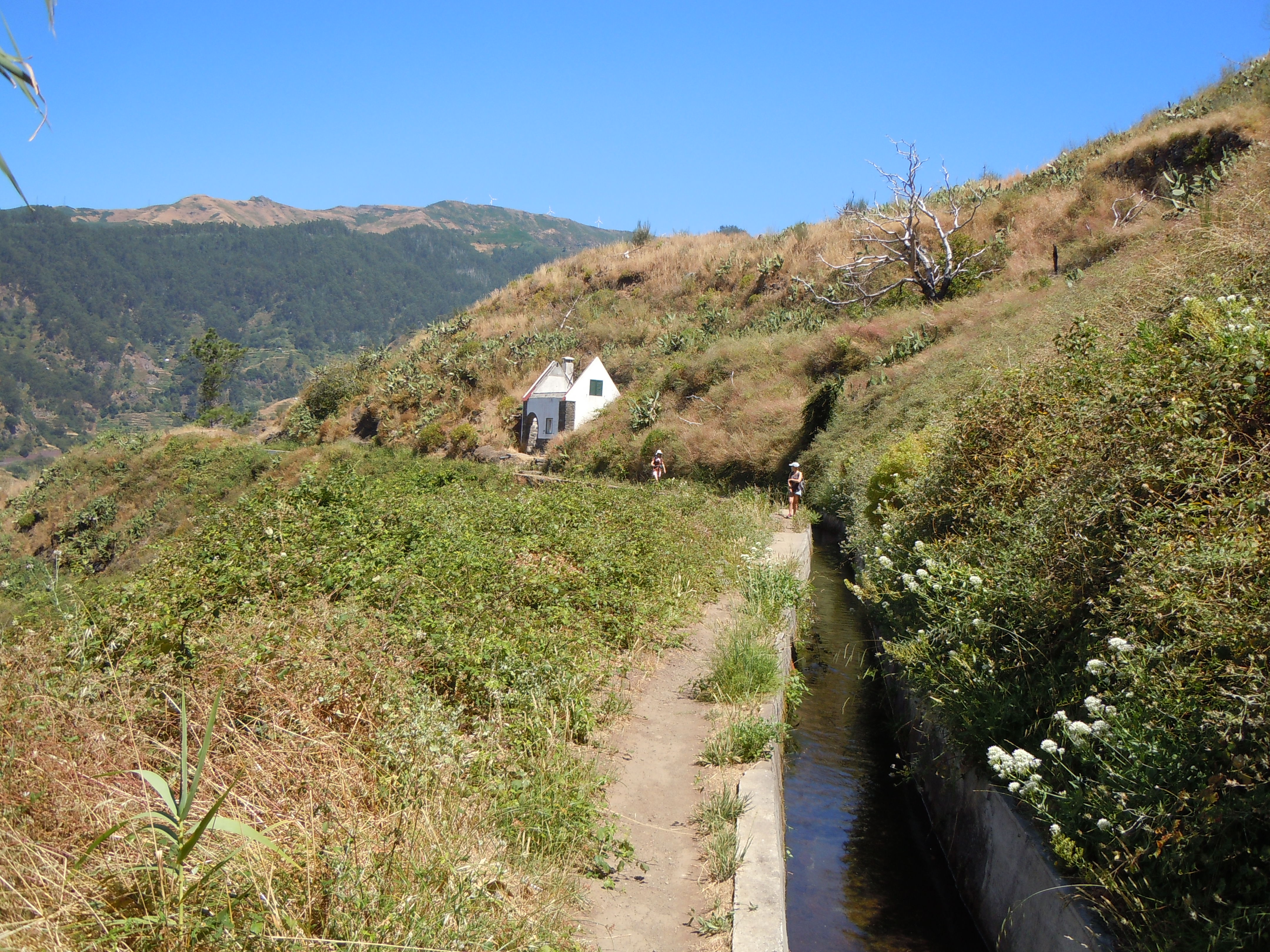
Levada do Norte au nord d'Eira do Mourão.
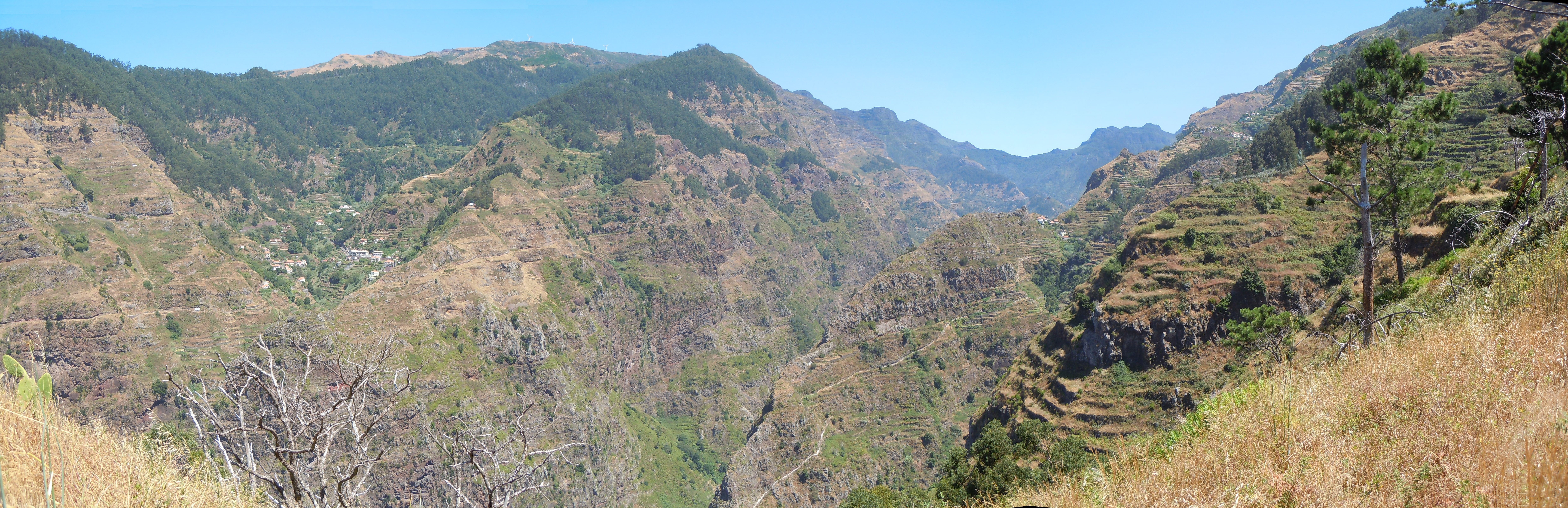
Vallée de Serra de Agua depuis Eira do Mourão.

## Articles Connexes
- Eira do Mourão